# 北顿涅茨克代表大会
2004年11月28日举行的北顿涅茨克代表大会是橙色革命引发的2004年秋季社会政治危机期间，乌克兰各级亲亚努科维奇代表在卢甘斯克州北顿涅茨克冰宫召开的一次全乌克兰代表大会，旨在制定稳定国家局势的共同战略。该会议讨论建立“东南共和国”的可能性，甚至计划举行全民公投，以寻求更大的自治权或与中央政府分离。会议成员有莫斯科市市长尤里·卢日科夫代表俄罗斯总统普京出席 

## 起因
此举是对乌克兰西部部分地区（利沃夫、沃伦、捷尔诺波尔和伊万诺-弗兰科夫斯克）地方当局，以及基辅市议会和基辅州当局不服从根据初步结果选出的总统维克托·亚努科维奇，并宣布尤先科为2004年大选的总统当选人的行为作出的回应。

## 大会组织
大会召开之前，乌克兰南部和东部地区已经发表了一系列声明、决定和决议。 2004年11月26日，卢甘斯克州委员会常务会议以多数票决定建立乌克兰东南自治共和国。同日，卢甘斯克代表向俄罗斯总统普京呼吁支持。第二天，即11月27日，哈尔科夫州议会特别会议决定成立哈尔科夫州地区和区议会执行委员会，并赋予其国家权力。会议选举州州长叶夫根尼·库什纳列夫为地区执行委员会主席。哈尔科夫州已停止向共和党预算转移资金，直至基辅的政治局势稳定下来。决定在卢甘斯克州北顿涅茨克举行抗议橙色基辅的公众和政治力量的全体会议。哈尔科夫州州长叶夫根尼·库什纳列夫的果断行动对大会的组织起到了决定性的作用。 2004年11月28日星期日，全乌克兰各级人民代表和地方议会代表大会召开，来自乌克兰17个地区的约3500名代表参加了会议。顿涅茨克、第聂伯罗彼得罗夫斯克、日托米尔、扎波罗热、基洛沃格勒、卢甘斯克、尼古拉耶夫、敖德萨、波尔塔瓦、苏梅、哈尔科夫、赫尔松、切尔尼戈夫地区、克里米亚自治区和塞瓦斯托波尔市。据组织者介绍，切尔卡瑟和外喀尔巴阡地区的代表因技术原因无法参加大会。 

## 大会进程
一位出席大会的记者对大会的第一份记录做了如下描述： 
由于天气不佳，那位成为与会人员旗帜的人未能参加大会的开幕式。前排有人高呼：“亚努科维奇是乌克兰总统！”全场观众起立鼓掌、欢呼。一位来自苏梅州的年轻人第一个登上领奖台。我认为是来自市议会。 “一群‘橙色革命派人士’封锁了市议会大楼。他们甚至连一辆救护车都不放过。他们要求我们承认自封的救世主。我们拒绝承认后，就被称为人民公敌。我们不会放弃”，这是这位年轻人的话。一位来自阿尔切夫斯克的冶金学家走上舞台。 “朋友们，我刚从基辅回来。那里正在发生可怕的事情。他们不会停止任何行动。在我看来，一切自由都已结束。他们想要权力，而我们只是他们的暂时障碍。我们需要做点什么。”我记得一位代表引用了捷尔任斯基的名言，他说尤先科及其随行人员没有犯罪记录并不是他们的功劳，而是内务部工作不力的表现。克里米亚自治区代表称，他们已经选择亚努科维奇为总统，不会允许基辅的某些势力推翻这一切。 “克里米亚居民，三百万鞑靼人，我们一心一意地支持顿巴斯。这里没有不同国籍，没有诚实的人和不诚实的人。我们是诚实的，我们与亚努科维奇站在一起，与东南部地区站在一起，”克里米亚穆斯林社区的一位代表说。但到目前为止，这只是情绪而已……每个人都明白，库什纳列夫和科列斯尼科夫会说出主要的话……
出席大会的主要政界人士和社会各界人士有：乌克兰总统第一轮选举获胜者维克多·亚努科维奇、代表俄罗斯总统普京出席的莫斯科市市长尤里·卢日科夫、哈尔科夫州州长叶夫根尼·库什纳列夫、顿涅茨克州委员会主席鲍里斯·科列斯尼科夫、卢甘斯克州委员会主席维克多·季洪诺夫、顿涅茨克州州长阿纳托利·布利兹纽克等。

顿涅茨克州委员会主席鲍里斯·科列斯尼科夫首先发言，概述了召开这次代表大会的原因，并为代表大会的工作定下了基调： 
今天乌克兰出现紧急状态。最高拉达跟随反对派政客违反了法律，违反了国家宪法。局势正在逐渐失控。直到最后一刻，我们都希望冲突能够和平解决。但现在很明显，这在原则上已经变得不可能了。我们有义务保护选民的利益。如果不允许我们保护自己的选择，我们准备采取极端措施。在这种情况下，我们提议：“‘对所有违反法律的最高国家当局表示不信任。以联邦共和国的形式建立一个乌克兰东南部新国家。哈尔科夫将成为新国家的首都，从而恢复独立乌克兰共和国的第一个首都。’”为了保护我们自己免受针对我们同僚州长的非法行动，根据乌克兰地方自治法，我们不再将权力委托给地区行政当局，而是在此基础上建立地区执行委员会。我们代表顿巴斯向中央选举委员会主席谢尔盖·基瓦洛夫表示感谢，并表达我们的支持。我们知道他承受了怎样的压力，以及他的原则立场让他付出了怎样的代价。新国家的经济繁荣和稳定将确保其强大的工业潜力和成为CES成员国。我们还向国际社会保证，新的国家实体将拥有世界上最民主的宪法。
据目击者称，演讲结束后，大厅里先是一片死寂，随后情绪爆发。 

值得注意的是，大会上最生动、最感人的讲话是继科列斯尼科夫之后走上讲台的哈尔科夫州州长库什纳列夫的讲话： 
尊敬的维克托·费多罗维奇！亲爱的朋友们！我们都毫不怀疑，在过去的一周里，乌克兰发生了一场精心策划、准备充分且资金充足的反国家政变。他们利用最先进的愚弄人民的技术，试图不惜一切代价，包括武力，将自封的总统推上王位。这并不新鲜。我们知道，这不能怪今天站在那里的成千上万的人，因为像统一教这样的魅力型教会能把数百万人带到广场，他们会听从一个手势。人民没有错，控制这些人民的可怕的手才是罪魁祸首。但他们的计划并没有成功！虽然他们打了我们一个措手不及，但还是失败了。最重要的是，乌克兰的权力没有沦陷，无论如何，我们仍然有一位在宪法框架下行事的总统，我们有一位完全合格的总理。我们有一半的乌克兰支持我们的政府！今天，世界绝不会承认一个冒名顶替者，这一点已经很明显了。这也是我们的胜利！最重要的是，我们顶住了沉重的一击。我们原以为是在按公平的规则行事，但我们站了起来，已经完全站直了身子。我们团结在一起，我们是不可战胜的！因此，从这艰难的一周得出的主要结论是：为了使我们的胜利获得合法的结果，为了捍卫我们的选择，我们必须团结在一起，我们必须坚强，我们必须坚定不移！我们必须坚定而明确地说：我们在 1991 年投票支持一个独立、自主、民主、繁荣的乌克兰，不是为了今天把它撕成碎片。我们支持一个统一的乌克兰！我们支持一个民主和繁荣的乌克兰！但不要试图挑战我们的耐心。我们有能力对任何攻击做出应有的回应，直至采取最极端的措施。我想提醒那些橙色旗帜下的头脑发热的人：从哈尔科夫到基辅有 480 公里，到俄罗斯边境有 40 公里！我们希望生活在一个每个人的权利、文化、语言、历史、传统和习俗都受到保护的国家。我们明白，乌克兰东部与加利西亚有非常严重的差异，我们不会将我们的生活方式强加于加利西亚，但我们也绝不允许加利西亚教我们如何生活！我们必须维护团结我们的主要精神核心，我们的信仰。我们不会接受强加于我们的生活方式，我们不会接受别人的象征，我们的象征是东正教！我们应该怎么做？我们必须再次坚决而坚定地宣布，我们绝不会在任何情况下承认一个自封的总统。维克托·费多罗维奇将成为总统，他将通过所有法律程序！我们有足够的耐心坚持到最后！亲爱的朋友们！我们希望和平地生活、工作、创造、建设，但一场可怕的橙色威胁正悬挂在我们的国家和我们的未来之上。因此，我再次敦促大家坚定不移，站稳脚跟，捍卫我们的选择。起来，辽阔的国土，起来进行殊死的战斗，与黑暗的纳粹势力，与橙色的瘟疫作斗争！上帝与真理与我们同在！
顿涅茨克州州长阿纳托利·布利兹纽克代表库什纳列夫提出了就建立东南部自治实体举行全民公投的想法。莫斯科市长尤里·卢日科夫在大会上也发表了讲话： 
目前，乌克兰存在两种截然相反的力量。一方面是（某些人）对乌克兰事务的粗暴干涉，另一方面是完全尊重乌克兰主权的俄罗斯。作为莫斯科市长，我愿意摘下我最喜欢的帽子，向维克托·亚努科维奇学习。
其他政治家的评价比较克制，也只是在所提出的想法和行动方向的框架内表达了自己的看法。出席大会的维克托·亚努科维奇的言论相当克制，这在很多方面注定了这次大会的失败： 
我永远不会背叛你们，我会一直与你同在们。而你们所接受的将成为我的法律......再多一点，一切都会崩溃。让我们尝试找到解决办法，但不要采取激烈的措施。即使流出一滴血，也无法阻止这种流淌。保护法律和人权是我们的目标。请做出确保国家完整和国家秩序的决定……

## 大会决议
大会的主要声明是一份最后通牒，根据大会与会者的说法，如果总统尤先科以非法方式上台，他保留采取适当行动的权利，以保护其所在地区公民的权利，直至建立东南部自治区。决定成立乌克兰各地区地方自治机构跨地区理事会。该协调委员会和执行局的工作地点由哈尔科夫确定，哈尔科夫原定为乌克兰东南自治共和国的首都。卢甘斯克州和顿涅茨克州决定于2004年12月上半月就在乌克兰联邦内获得独立共和国地位的问题举行全民公决。此外，继哈尔科夫州议会之后，卢甘斯克州议会和顿涅茨克州议会也宣布将警察和其他国家机构重新分配给自己，并停止向国家预算转移资金。

## 结果
由于国大党领导层犹豫不决，选择与橙色革命力量谈判，国大党的理念并未受到欢迎，也没有被以亚努科维奇为中心的最高政治精英所接受。结果，国会提出的战略倡议未能得到实施。同时，橙色革命派指控该会议是俄罗斯严重威胁乌克兰统一的证据，并迫使最高法院宣布选举重新进行。